# 巴克群島
74°25′S 102°40′W / 74.417°S 102.667°W
巴克群島（英語：Backer Islands）是南極洲的群島，位於克蘭頓灣南部，全長約22公里，美國地質調查局根據測量和美國海軍空中照片把該冰架繪入地圖，以海軍機體維修軍士長命名。